# Cotorra de Sri Lanka
La cotorra de Sri Lanka (Psittacula calthrapae) és una espècie d'ocell de la família dels psitàcids que habita zones boscoses de Sri Lanka.